# Chucunaque-formatie

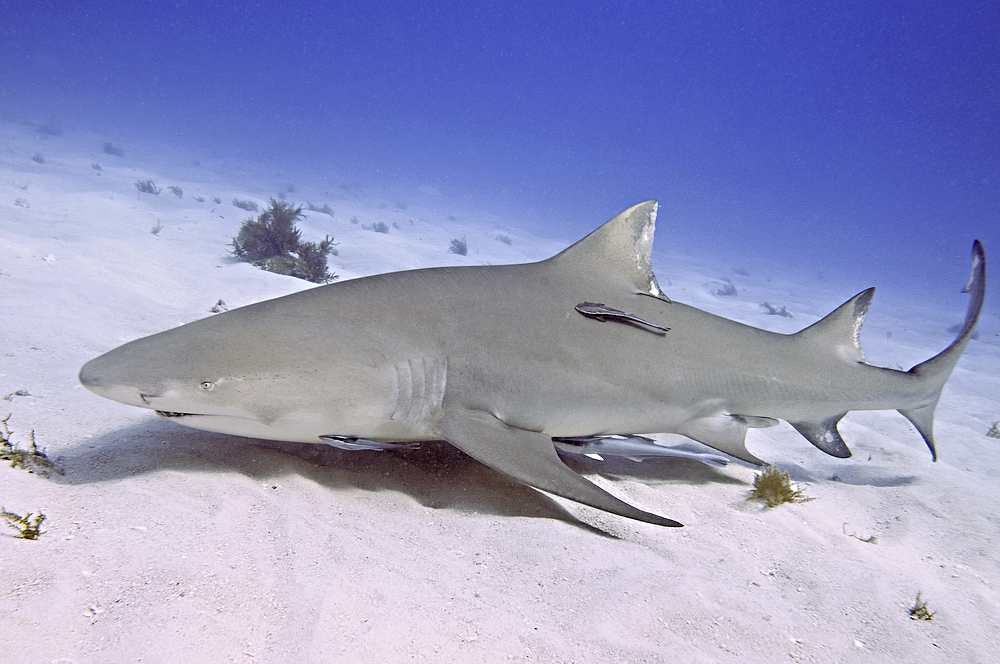
Onder meer de citroenhaai is bekend van fossielen uit de Chucunaque-formatie

De Chucunaque-formatie is een geologische formatie in  Panama die mariene afzettingen uit het Laat-Mioceen omvat van 10 tot 8 miljoen jaar oud.

## Locatie
De Chucunaque-formatie ligt in de oostelijke provincie Panamá. Het is van een vergelijkbare ouderdom als de bekendere Chagres-formatie.

## Fauna
De "Lago Bayano Fauna" omvat 31 taxa kraakbeenvissen, waarvan 23 soorten haaien en acht soorten roggen, en het is een mix van soorten van Caribische en Pacifische oorsprong. Van de haaienfossielen behoort meer dan vijftig procent toe aan roofhaaien behorend tot Carcharhinus met de schemerhaai als algemeenste soort. Onder meer de hedendaagse soorten als de stierhaai (Carcharhinus leucas), tijgerhaai (Galeocerdo cuvieri), citroenhaai (Negaprion brevirostris), grootoogvoshaai (Alopias superciliosus) en mako (Isurus oxyrinchus) en de uitgestorven megalodon (Carcharocles megalodon) zijn bekend uit de Chucunaque-formatie. De meeste roggenfossielen zijn van duivelsroggen.
Naast kraakbeenvissen zijn ook van enkele fossielen van knaagdieren gevonden in de Chucunaque-formatie, die behoren tot de stekelmuisgoffer cf. Cupidinimus en een grote woelmuisachtige.